# Steatoda niveosignata
Steatoda niveosignata là một loài nhện trong họ Theridiidae.
Loài này thuộc chi Steatoda. Steatoda niveosignata được Eugène Simon miêu tả năm 1908.